# Michael Curry
Michael Edward Curry (Anniston, 22 agosto 1968) è un ex cestista e allenatore di pallacanestro statunitense, professionista nella NBA.